# Bruno Bergonzi
Bruno Bergonzi (Milano, 28 agosto 1958) è un batterista, percussionista, arrangiatore e compositore italiano.
Oltre a un'intensa attività come musicista di studio alla batteria e alle percussioni, svolta con numerosi interpreti del panorama musicale italiano, Bergonzi si distingue anche per il suo lavoro in ambiti musicali come l'arrangiamento, la composizione e la programmazione. Ha ottenuto visibilità internazionale grazie alla causa per plagio vinta, con sentenza definitiva della Cassazione (2016), contro il cantante statunitense Prince.

## Biografia
È figlio del batterista e percussionista Renzo Bergonzi che lo introduce in giovanissima età nell'ambiente musicale milanese, dove grazie a numerose collaborazioni dal vivo e in studio di registrazione (Mina, Bruno Aragosti, Edmonda Aldini, Barimar, Maria Sole, e altri) è un apprezzato strumentista.

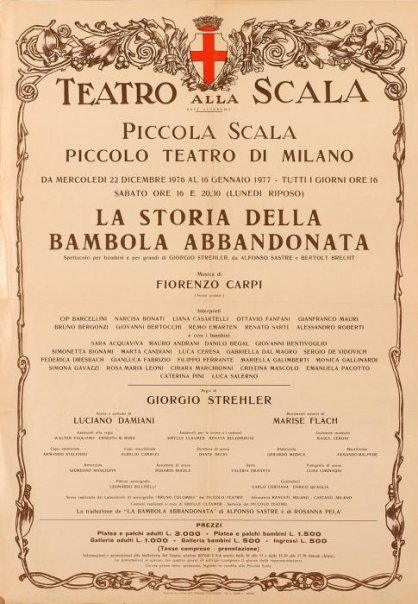
Locandina dell'opera La storia della bambola abbandonata, in cui Bergonzi è elencato fra gli interpreti.

Dopo gli studi di percussione al Conservatorio Giuseppe Verdi di Milano, sotto la guida del maestro Franco Campioni,
Bergonzi ha iniziato a suonare la batteria in gruppi pop milanesi. Dopo queste prime esperienze, ha iniziato l'attività professionale nella stagione 1976-1977 esibendosi come attore-musicista (percussioni) alla Piccola Scala di Milano nell'opera La storia della bambola abbandonata (di Giorgio Strehler, andata in onda, in diretta Rai 2, il 6 gennaio 1977).
Nel 1978 ha partecipato, come batterista del corpo di ballo della Rai, alla realizzazione di Macario Più, un programma televisivo trasmesso da Rai 1 e condotto dall'attore Erminio Macario. Ha poi fatto parte del gruppo Beppe Starnazza e i Vortici, lanciato dalla trasmissione TV Mister Fantasy.
Dopo varie collaborazioni dal vivo e in studio con diversi artisti, nel 1984 ha formato, con il musicista e cantante inglese Michael Logan, il gruppo Dhuo, che ha partecipato al Festival di Sanremo 1984 nella categoria "Nuove Proposte" arrivando in finale. Ha poi realizzato l'album Overflow, pubblicato in Italia con l'etichetta CGD, in Germania con Barclay, in Francia e in USA con Sire, e in Giappone King Records. Sempre nel 1984, come Dhuo, ha ideato e pubblicato il primo CV Disc (Computer Vision Disc) Rome By Night.
Nel 1992 è stato assunto dalla Sony/ATV Music Publishing Italy con il ruolo di creative manager e in questo ruolo ha collaborato con artisti prodotti o distribuiti dalla Sony, tra cui Luciano Pavarotti.
Nel 1995 Bergonzi e Michele Vicino hanno citato Prince per plagio. Dopo una pronuncia sfavorevole in primo grado nel 2003, la corte d'appello di Roma ha sentenziato, il 5 dicembre 2007 che la canzone The Most Beautiful Girl in the World, pubblicata nel 1993, costituisce plagio di Takin' Me to Paradise, pubblicata nel 1983 da Bergonzi e Vicino. La condanna viene confermata dalla Corte di Cassazione a maggio 2015.
Ha collaborato nel 2001 all'album e al tour dei Delta V Monaco '74.
Ha composto tra gli altri, con Enrico Ruggeri e Michele Vicino, i brani Strada per un'altra città per Patty Pravo, La luce in me, interpretato da Annalisa Minetti e La La Love You interpretato da L@ra.

## Discografia

### Collaborazioni

#### Album
- 1981 - Garbo, A Berlino... va bene
- 1981 - Luca Barbarossa, Luca Barbarossa
- 1981 - Baffo Banfi, Heart
- 1982 - Gianni Morandi, Morandi
- 1982 - Mina, Italiana[N 4]
- 1982 - Pink Project, Domino
- 1983 - Gianni Togni, Gianni Togni
- 1983 - Kano, Another Life
- 1983 - Mina, Mina 25[N 4]
- 1983 - Ornella Vanoni, Uomini
- 1983 - Pierangelo Bertoli, Frammenti
- 1983 - Cattivi pensieri, Gino D'Eliso[15]
- 1983 - Pink Project, Split
- 1983 - Stradaperta, Figli dei figli della guerra][16]
- 1984 - Gilbert Montagné, Libertè
- 1984 - Kim & The Cadillacs, Size 50
- 1984 - Jair Rodrigues, Io e Te
- 1984 - Roberto Vecchioni, Il grande sogno
- 1985 - Eros Ramazzotti, Cuori agitati
- 1989 - Marina Barone, Cherchez la femme
- 1991 - Marina Barone, Marina Barone
- 1992 - Marina Barone, Le stagioni del cuore
- 1992 - Filippo Malatesta, La figlia del re
- 1997 - Delta V, Spazio
- 1998 - Marina Barone, Fragiles
- 1998 - Patty Pravo, Notti, guai e libertà
- 1999 - Patty Pravo, Patty Live '99
- 2001 - Delta V, Monaco '74
- 2002 - Cecilia Chailly, Ama
- 2003 - Claudio Sanfilippo, I Paroll Che Fann Volà

#### Singoli
- 1980 - Leano Morelli, Musica Regina
- 1980 - Mario Guarnera, Vanessa ha quattro anni
- 1981 - Leano Morelli, Angela
- 1981 - Sunflower, Love is Magic
- 1982 - AA.VV., Rainbow
- 1982 - Adriano Celentano, Bingo Bongo
- 1982 - Diana Est, Tenax
- 1982 - Lu Colombo, Maracaibo
- 1982 - Pink Project, Disco Project
- 1982 - Pink Project, Scratchin' Superstition
- 1983 – Pink Project, Hypnotized
- 1983 - Kano, Another Life
- 1983 - Kano,I Need Love
- 1983 - Kano,China Star
- 1983 - Kano,Ikeya Seki
- 1983 - Bo' Bellow, Knockin'
- 1983 - Den Harrow, A Taste of Love
- 1983 - P. Lion, Happy Children
- 1983 - Raynard J., Takin' me to Paradise
- 1983 - Sahara Simon e Kano, Turn another page
- 1984 - Alberto Camerini, La bottega del caffè/Pizza break
- 1984 - Koxo, Shake it Up
- 1984 - Raf, Self Control
- 1984 - Eros Ramazzotti, Terra promessa
- 1984 - Sahara Simon e Kano, Carry On
- 1998 - Patty Pravo, Strada per un'altra città/Sweet love
- 1999 - Annalisa Minetti, La Luce in Me
- 2000 - Piotta, La mossa del giaguaro
- 2000 - L@ra, La La Love You
- 2001 - L@ra, Baylì Baylà
- 2002 - Adelante, Jamaican Wine

### Con i Dragon

#### Album
- 1980 - Dragon

### Con i Gaucho

#### Album
- 1983 - Dance Forever

### Con i Dhuo

#### Album
- 1984 - Overflow

#### Singoli
- 1984 - Walkin'/Chinatype - INT 10507
- 1984 - Rome By Night/On Video - INT 15153 (Computer Vision Disc)
- 1984 - The Baby Was You/On Video
- 1985 - Jolaine/Broken Dreams

### Con i Bonaventura

#### Singoli
- 1986 - Fantasy
  - - Tropicana

### Con i Nonfirmato

#### Album
- 1995 - King Arthur And The Round Table
  - - Ran

#### Singoli
- 1995 - Ran

## Tour
- 1980 - Antonello Venditti[17]
- 1981 - Beppe Starnazza e i Vortici[senza fonte]
- 1997 - Delta V[senza fonte]
- 2001 - Delta V[senza fonte]

## Televisione
- Discoring (RAI2, 1981) con Dragon
- Fantastico 3 (Rai1, 1982) con Beppe Starnazza e i Vortici
- Discoring, (Fininvest, 1984) con Dhuo
- Festival di Sanremo, (RAI1, 1984) come artista con Dhuo
- Quelli che il calcio, (RAI2, 2001) con Delta V

## Libri
Bruno Bergonzi ha pubblicato libri con poesie ispirate alla musica ed agli haiku giapponesi:
- Assenza Presenza, Milano, Bevivino, 2006.
- (EN, JA, IT) Per niente al mondo, Beverly Getz (introduzione), Milano, La Vita Felice, 2010, SBN MIL0813013.
- Maggio: Poesia per musica immaginata, Isabella Bossi Fedrigotti (introduzione), Maria Marinoni (note), Milano, La Vita Felice, 2017, SBN MIL0935378.